# Declaración de Río sobre el Medio Ambiente y el Desarrollo

Conferencia de Río, 1992

La Declaración de Río sobre el Medio Ambiente y el Desarrollo es una proposición de las Naciones Unidas  para promover el desarrollo sostenible. Fue aprobada en la Conferencia de las Naciones Unidas sobre el Medio Ambiente y el Desarrollo (CNUMAD), que se efectuó en Río de Janeiro del 3 al 14 de junio de 1992.

## Historia
La Declaración fue rubricada en la Cumbre de Tierra, junto con otros dos documentos: el Programa 21 y la Declaración de principios relativos a los bosques.
La Declaración ratificó los principios establecidos en la Declaración de la Conferencia de las Naciones Unidas sobre el Medio Humano, aprobada en Estocolmo el 16 de junio de 1972 y formuló 27 principios básicos sobre el desarrollo sostenible, la dignidad humana, el medio ambiente natural y las obligaciones de los Estados en materia de preservación de los derechos ambientales de los seres humanos.
La Declaración de Río es la Conferencia de las Naciones Unidas (ONU) en 1992 sobre el Medio Ambiente y el Desarrollo Sostenible, que se celebró en Río de Janeiro (Brasil) y que se conoce como Segunda Cumbre de la Tierra.
El Objetivo principal de la Declaración de Río es procurar alcanzar acuerdos internacionales en los que se respeten los intereses de todos, se proteja el medio ambiente y el desarrollo mundial. 
Para ello se deben alcanzar el equilibrio entre las distintas partes: ambientales, sociales y económicas, todas ellas deben de existir, para conseguir el Desarrollo Sostenible.
Además el equilibrio entre las 3 partes, tendrán que ser social y ecológicamente soportable, ecológica y económicamente viable,económica y socialmente equitativo.
La Primera Cumbre de la Tierra se produce en Estocolmo en 1972. 20 años después en la Declaración de Río se produce la segunda Cumbre de la Tierra, en 2002 se produce la tercera Cumbre de la Tierra en Johannesburgo y por último y más actual se realizó la cuarta Cumbre de la Tierra en Río de Janeiro en 2012, conocida también como Cumbre Río+20.

## Problemas ambientales
En la Declaración de Río, se debatieron soluciones para cuatro tipos de problemas medio ambientales:
1. La reducción de la producción de productos contaminantes o tóxicos
2. La mayor utilización de energías no contaminantes y renovables
3. El Apoyo por parte del gobierno al transporte público, ya que se puede reducir el tráfico y así la contaminación de CO2 y de ruido.
4. La escasez de agua potable en distintas partes del planeta, y soluciones de cómo poder ahorrar la poca que tienen

## Principios fundamentales
En la Declaración de Río, se proclamaron 27 principios fundamentales que todos los países deberían cumplir, con el objetivo de establecer una alianza mundial nueva y equitativa mediante la creación de nuevos niveles de cooperación entre los Estados, los sectores claves de las sociedades y las personas.
Se procuraron alcanzar acuerdos internacionales en los que se respetaran los intereses de todos y se protegiera la integridad del sistema ambiental y de desarrollo mundial, reconociendo la naturaleza integral e interdependiente de la Tierra. Estos Principios fundamentales proclaman que:
Principio 1: Los seres humanos constituyen el centro de las preocupaciones relacionadas con el desarrollo sostenible. Tienen derecho a una vida saludable y productiva en armonía con la naturaleza. 
Principio 2: De conformidad con la Carta de las Naciones Unidas y los principios del derecho internacional, los Estados tienen el derecho soberano de aprovechar sus propios recursos según sus propias políticas ambientales y de desarrollo, y la responsabilidad de velar por que las actividades realizadas dentro de su jurisdicción o bajo su control no causen daños al medio ambiente de otros Estados o de zonas que estén fuera de los límites de la jurisdicción nacional. 
Principio 3: El derecho al desarrollo debe ejercerse en forma tal que responda equitativamente a las necesidades de desarrollo y ambientales de las generaciones presentes y futuras. 
Principio 4: A fin de alcanzar el desarrollo sostenible, la protección del medio ambiente deberá constituir parte integrante del proceso de desarrollo y no podrá considerarse en forma aislada. 
Principio 5: Todos los Estados y todas las personas deberán cooperar en la tarea esencial de erradicar la pobreza como requisito indispensable del desarrollo sostenible, a fin de reducir las disparidades en los niveles de vida y responder mejor a las necesidades de la mayoría de los pueblos del mundo. 
Principio 6: Se deberá dar especial prioridad a la situación y las necesidades especiales de los países en desarrollo, en particular los países menos adelantados y los más vulnerables desde el punto de vista ambiental. En las medidas internacionales que se adopten con respecto al medio ambiente y al desarrollo también se deberían tener en cuenta los intereses y las necesidades de todos los países. 
Principio 7: Los Estados deberán cooperar con espíritu de solidaridad mundial para conservar, proteger y restablecer la salud y la integridad del ecosistema de la Tierra. En vista de que han contribuido en distinta medida a la degradación del medio ambiente mundial, los Estados tienen responsabilidades comunes pero diferenciadas. Los países desarrollados reconocen la responsabilidad que les cabe en la búsqueda internacional del desarrollo sostenible, en vista de las presiones que sus sociedades ejercen en el medio ambiente mundial y de las tecnologías y los recursos financieros de que disponen. 
Principio 8: Para alcanzar el desarrollo sostenible y una mejor calidad de vida para todas las personas, los Estados deberían reducir y eliminar las modalidades de producción y consumo insostenibles y fomentar políticas demográficas apropiadas. 
Principio 9: Los Estados deberían cooperar en el fortalecimiento de su propia capacidad de lograr el desarrollo sostenible, aumentando el saber científico mediante el intercambio de conocimientos científicos y tecnológicos, e intensificando el desarrollo, la adaptación, la difusión y la transferencia de tecnologías, entre estas, tecnologías nuevas e innovadoras. 
Principio 10: El mejor modo de tratar las cuestiones ambientales es con la participación de todos los ciudadanos interesados, en el nivel que corresponda. En el plano nacional, toda persona deberá tener acceso adecuado a la información sobre el medio ambiente de que dispongan las autoridades públicas, incluida la información sobre los materiales y las actividades que encierran peligro en sus comunidades, así como la oportunidad de participar en los procesos de adopción de decisiones. Los Estados deberán facilitar y fomentar la sensibilización y la participación de la población poniendo la información a disposición de todos. Deberá proporcionarse acceso efectivo a los procedimientos judiciales y administrativos, entre estos el resarcimiento de daños y los recursos pertinentes. 
Principio 11: Los Estados deberán promulgar leyes eficaces sobre el medio ambiente. Las normas, los objetivos de ordenación y las prioridades ambientales deberían reflejar el contexto ambiental y de desarrollo al que se aplican. Las normas aplicadas por algunos países pueden resultar inadecuadas y representar un costo social y económico injustificado para otros países, en particular los países en desarrollo. 
Principio 12: Los Estados deberían cooperar en la promoción de un sistema económico internacional favorable y abierto que llevara al crecimiento económico y el desarrollo sostenible de todos los países, a fin de abordar en mejor forma los problemas de la degradación ambiental. Las medidas de política comercial con fines ambientales no deberían constituir un medio de discriminación arbitraria o injustificable ni una restricción velada del comercio internacional. Se debería evitar tomar medidas unilaterales para solucionar los problemas ambientales que se producen fuera de la jurisdicción del país importador. Las medidas destinadas a tratar los problemas ambientales transfronterizos o mundiales deberían, en la medida de lo posible, basarse en un consenso internacional. 
Principio 13: Los Estados deberán desarrollar la legislación nacional relativa a la responsabilidad y la indemnización respecto de las víctimas de la contaminación y otros daños ambientales. Los Estados deberán cooperar asimismo de manera expedita y más decidida en la elaboración de nuevas leyes internacionales sobre responsabilidad e indemnización por los efectos adversos de los daños ambientales causados por las actividades realizadas dentro de su jurisdicción, o bajo su control, en zonas situadas fuera de su jurisdicción. 
Principio 14: Los Estados deberían cooperar efectivamente para desalentar o evitar la reubicación y la transferencia a otros Estados de cualesquiera actividades y sustancias que causen degradación ambiental grave o se consideren nocivas para la salud humana. 
Principio 15: Con el fin de proteger el medio ambiente, los Estados deberán aplicar ampliamente el criterio de precaución conforme a sus capacidades. Cuando haya peligro de daño grave o irreversible, la falta de certeza científica absoluta no deberá utilizarse como razón para postergar la adopción de medidas eficaces en función de los costos para impedir la degradación del medio ambiente. 
Principio 16: Las autoridades nacionales deberían procurar fomentar la internalización de los costos ambientales y el uso de instrumentos económicos, teniendo en cuenta el criterio de que el que contamina debe, en principio, cargar con los costos de la contaminación, teniendo debidamente en cuenta el interés público y sin distorsionar el comercio ni las inversiones internacionales. 
Principio 17: Deberá emprenderse una evaluación del impacto ambiental, en calidad de instrumento nacional, respecto de cualquier actividad propuesta que probablemente haya de producir un impacto negativo considerable en el medio ambiente y que esté sujeta a la decisión de una autoridad nacional competente. 
Principio 18: Los Estados deberán notificar inmediatamente a otros Estados de los desastres naturales u otras situaciones de emergencia que puedan producir efectos nocivos súbitos en el medio ambiente de esos Estados. La comunidad internacional deber hacer todo lo posible por ayudar a los Estados que resulten afectados. 
Principio 19: Los Estados deberán proporcionar la información pertinente, y notificar previamente y en forma oportuna, a los Estados que posiblemente resulten afectados por actividades que puedan tener considerables efectos ambientales transfronterizos adversos, y deberán celebrar consultas con esos Estados en una fecha temprana y de buena fe. 
Principio 20: Las mujeres desempeñan un papel fundamental en la ordenación del medio ambiente y en el desarrollo. Es, por tanto, imprescindible contar con su plena participación para lograr el desarrollo sostenible. 
Principio 21: Debería movilizarse la creatividad, los ideales y el valor de los jóvenes del mundo para forjar una alianza mundial orientada a lograr el desarrollo sostenible y asegurar un mejor futuro para todos. 
Principio 22: Las poblaciones indígenas y sus comunidades, así como otras comunidades locales, desempeñan un papel fundamental en la ordenación del medio ambiente y en el desarrollo debido a sus conocimientos y prácticas tradicionales. Los Estados deberían reconocer y apoyar debidamente su identidad, cultura e intereses y hacer posible su participación efectiva en el logro del desarrollo sostenible. 
Principio 23: Deben protegerse el medio ambiente y los recursos naturales de los pueblos sometidos a opresión, dominación y ocupación. 
Principio 24: La guerra es, por definición, enemiga del desarrollo sostenible. En consecuencia, los Estados deberán respetar las disposiciones de derecho internacional que protegen al medio ambiente en épocas de conflicto armado, y cooperar en su ulterior desarrollo, según sea necesario. 
Principio 25: La paz, el desarrollo y la protección del medio ambiente son interdependientes e inseparables. 
Principio 26: Los Estados deberán resolver pacíficamente todas sus controversias sobre el medio ambiente por medios que corresponda con arreglo a la Carta de las Naciones Unidas. 
Principio 27: Los Estados y las personas deberán cooperar de buena fe y con espíritu de solidaridad en la aplicación de los principios consagrados en esta Declaración y en el ulterior desarrollo del derecho internacional en la esfera del desarrollo sostenible.

## Participantes
Para que se pudiera llegar a un acuerdo en la Cumbre de la Tierra que se concretó en la declaración de Río, es necesario la participación de muchos de los países del mundo, ya que las decisiones que se tomen aquí, van a implicar al desarrollo de todo nuestro planeta, sin ninguna excepción. Participaron un total de 172 gobiernos, 108 jefes de Estado, 2400 representantes de ONG y 17000 personas con estatus de consultivo, presentadas voluntariamente y seleccionadas para dar su opinión al respecto.

## Logros
Los principales logros que se consiguieron en la Cumbre de Río fueron:
1. El Programa 21, también llamado a veces Agenda 21,
2. La Declaración de Río sobre el Medio Ambiente y el Desarrollo,
3. La Declaración de Principios relativos a los Bosques,
4. La Convención Marco de las Naciones Unidas sobre el Cambio Climático y
5. El Convenio sobre la Diversidad Biológica.